# Horní Studénky
Horní Studénky (en allemand : Studinke) est une commune du district de Šumperk, dans la région d'Olomouc, en Tchéquie. Sa population s'élevait à 354 habitants en 2023.

## Géographie
Horní Studénky se trouve à 4 km à l'est-sud-est de Štíty, à 12 km à l'ouest-sud-ouest de Šumperk, à 51 km au nord-ouest d'Olomouc et à 171 km à l'est de Prague.
La commune est limitée par Štíty au nord-ouest, par Bušín au nord-est, par Olšany à l'est, par Zborov au sud-est, et par Jedlí au sud-ouest.

## Histoire
La première mention écrite de la localité date de 1518.

## Transports
Par la route, Horní Studénky se trouve à 5 km de Štíty, à 59 km d'Olomouc et à 219 km de Prague.